# Thecla fostera
Thecla fostera är en fjärilsart som beskrevs av William Schaus 1902. Thecla fostera ingår i släktet Thecla och familjen juvelvingar. Inga underarter finns listade i Catalogue of Life.